# Michel Paccard (hockey sur glace)
Pour les articles homonymes, voir Michel Paccard et Paccard.
Michel Paccard (né le 1er novembre 1908 à Chamonix, mort le 4 juillet 1987 à La Tronche) est un joueur professionnel français de hockey sur glace.

## Carrière
Michel Paccard fait toute sa carrière au Chamonix Hockey Club avec qui il est quatre fois champion de France : 1939, 1942, 1944, 1946.
Michel Paccard a 15 sélections avec l'équipe de France. Il participe aux Jeux olympiques de 1936 à Garmisch-Partenkirchen,. Il participe également aux championnats du monde 1934, 1935 et 1937,,.